# Севьер, Джон
Джон Севьер (англ. John Sevier; 23 сентября 1745 года  –  24 сентября 1815 года) — американский военный, колонист, политик и один из отцов-основателей штата Теннесси. Севьер был влиятельным политиком-республиканцем в период формирования штата, участвовал в военных и политических делах, а в 1796 году, при создании штата, стал его первым губернатором. Севьер командовал ополчением фронтира, участвовал в войнах с индейцами чероки в 1780-х и 1790-х годах, а в годы Войны за независимость командовал полком в сражении при Кингс-Маунтин.
Он родился в Вирджинии в семье французских эмигрантов, оттуда переехал в долину реки Уотога, где участвовал в создании Уотогской республики и числился в составе её правительства. Когда началась Война за независимость он стал членом комитета спасения от Вашингтонского участка, командовал ополчением участка, а в 1785 году стал первым и последним губернатором Штата Франклин. Когда была образована Юго-западная территория, он стал бригадным генералом территории. Когда территория была преобразована в штат Теннесси, Севьер был избран первым губернатором Теннесси, и впоследствии был избран снова на срок с 1803 по 1809 год.
Политическая карьера Севьера известна соперничеством с Эндрю Джексоном, которое едва не дошло до дуэли в 1803 году. По окончании губернаторского срока Севьер стал членом Палаты представителей США от Теннесси, прослужив на этой должности с 1811 до 1815 года.